# مطار جبل داروين
مطار جبل داروين (بالإنجليزية: Mount Darwin Airport)‏ (إيكاو: FVMD)  هو مطار يخدم ماونت داروين ، في مقاطعة ماشونالاند الوسطى ، زيمبابوي . يقع المدرج على بعد 1.6 كيلومتر (0.99 ميل) غرب المدينة ، ويبلغ طوله 60 مترًا (200 قدمًا) مرصوفًا في كل طرف.

## روابط خارجية
- مطار جبل داروين
- مطاراتنا - جبل داروين
- خرائط الشارع المفتوح - جبل داروين